# Языки Косова
Официальными языками частично признанной Республики Косово являются албанский и сербский. Но, кроме них, на территории государства распространены в той или иной мере хорватский, черногорский, боснийский, турецкий, горанские говоры и некоторые диалекты цыганского.

## Албанский
Так называемые косовары, носители косово-метохийского диалекта албанского языка, являющегося восточной разновидностью северногегского варианта гегского, составляют 92 % населения страны. Резкое увеличение численности албаноязычного населения произошло только в течение XX в., однако носители этого языка присутствовали на территории Косова ещё в османский период. Например, имеются свидетельства И. Г. Хана и А. Ф. Гильфердинга, бывавших в этом регионе в середине XIX в., о проживавших там албаноговорящих группах, сохранивших свой язык и культурные традиции.
Косово-метохийский диалект на фоне других северногегских отличается скорее инновациями, чем архаизмами.

### Особенности фонетики
Для диалекта Косова, как и для прочих северногегских, характерна сильная тенденция к монофтонгизации дифтонгов /ie/, /ue/, /ye/ (соответственно в /i/, /u/, /y/); во многих районах этот процесс уже завершился. Артикуляция гласных значительно сдвинута назад. Имеет место делабиализация /у/ в /i/, представленная во многих албанских говорах. После глухого заднеязычного смычного наблюдается дифтонгизация /e/ → /ie/.
В области консонантизма тенденция к задней артикуляции выражается в усилении велярного характера многих согласных. Также в косово-метохийском диалекте присутствует переход /mb/ → /m/, /nd/ → /n/, полностью завершившийся уже к началу XX в. (словари первой половины XIX в. ещё включают в себя старые варианты произнесения). Наблюдается (часто, но не постоянно) смешение /ɫ/ и /ð/, обусловленное уже упомянутой сильной веляризацией. Присутствуют результаты характерного для северногегской зоны перехода среднеязычных смычных /ћ/ и /ђ/ в аффрикаты и соответственно смешения их с /č/ и /dž/, завершившегося к началу ХХ в.